# Гембицкий, Евгений Владиславович
Евгений Владиславович Гембицкий (1919—1998) — советский и российский учёный-медик, терапевт, организатор здравоохранения и медицинской науки, доктор медицинских наук (1966), профессор (1968), генерал-лейтенант медицинской службы (1979). Член-корреспондент АМН СССР (1984).

## Биография
Родился 7 октябpя 1919 года в городе Астрахань во врачебной семье. 
С 1937 по 1939 годы обучался в Астраханском медицинском институте, с 1939 по 1941 годы продолжил обучение в Куйбышевской военно-медицинской академии РККА. С 1941 по 1944 год — участник Великой Отечественной войны в составе 456-го отдельного медицинского батальона 379-й стрелковой дивизии, служил в должностях: командира медицинского взвода и роты, старшего врача стрелкового полка. Воевал на Калининском, Западном, Волховском и Прибалтийском фронтах, был участником битвы под Москвой и Ленинградом. За участие в войне и проявленные при этом мужество и героизм был награждён орденами Отечественной войны II степени и Красной Звезды.  
С 1944 по 1946 годы обучался в Военно-медицинской академии имени С. М. Кирова. С 1946 по 1948 года служил в должности ординатора терапевтического отделения Военно-окружного госпиталя Приморского военного округа.
С 1948 по 1952 годы обучался в адъюнктуре по кафедре госпитальной терапии, с 1952 по 1953 годы работал в должностях младшего преподавателя и преподавателя, с 1958 по 1967 годы — преподаватель кафедры военно-полевой терапии и старший преподаватель кафедры терапии усовершенствования врачей,  1967 по 1977 годы — начальник кафедры военно-полевой терапии Военно-медицинской академии имени С. М. Кирова. 
Одновременно с научно-педагогической деятельностью Е. В. Гембицкий с 1953 по 1955 годы являлся главным терапевтом Центральной Группы войск, с 1955 по 1958 годы — главный терапевт Северного военного округа. С 1967 по 1977 годы по совместительству являлся главным терапевтом города Ленинграда и главным врачом Ленингpадского токсикологического центpа. С 1977 по 1988 год — главный терапевт Министерства обороны СССР и параллельно с этим с 1981 по 1988 годы — заведующий кафедрой теpапии военно-медицинского факультета Центрального института усовершенствования врачей и профессор кафедры госпитальной теpапии Первого Московского медицинского института имени И. М. Сеченова.
В 1952 году Е. В. Гембицкий защитил диссертацию на соискание учёной степени кандидата медицинских наук по теме «Состояние гемодинамики при первичной гипотонии», а в 1966 году — диссертацию на соискание учёной степени доктора медицинских наук по теме «Гипотоническое состояние у лиц, подвергшихся воздействию физических и химических факторов». В 1968 году Е. В. Гембицкому было присвоено учёное звание профессора, а в 1984 году он был избран член-корреспондентом АМН СССР.
Постановлением Совета Министров СССР 29 апреля 1970 года Е. В. Гембицкому было присвоено воинское звание генерал-майора медицинской службы, а 16 февраля 1979 года — генерал-лейтенанта медицинской  службы.
Помимо основной деятельности, Гембицкий был членом правлений Всесоюзного общества терапевтов и Всесоюзного ревматологического общества, членом Экспертной терапевтической комиссии ВАК СССР, членом учёного совета МЗ СССР, членом Президиума Учёного медицинского совета Главного военно-медицинского управления МО СССР, был членом редакционного совета научных медицинских журналов «Военный медицинский журнал» и «Клиническая медицина», также являлся заместителем редактора и редактором редакционных отделов «Общие вопросы клиники и терапии внутренних болезней» и «Военная медицина. Медицинская служба ГО»  Большой медицинской энциклопедии. Являлся автором более 300 научных трудов, в том числе пяти моногpафий, при его участии были выполнены 33 кандидатские и 23 доктоpские диссертации.
Скончался 8 мая 1998 года в Москве. Похоронен на Ваганьковском кладбище.

## Награды и премии
- Орден Ленина
- Орден Отечественной войны II степени (12.09.1944[1])
- Два Ордена Красной Звезды (в том числе 07.11.1943[2])
- Орден «За службу Родине в Вооружённых Силах СССР»
- Медаль «За победу над Германией в Великой Отечественной войне 1941—1945 гг.»
- Медаль «За оборону Ленинграда» (17.08.1943[9])